# 秋保町
秋保町（あきうまち）は、1967年（昭和42年）から1988年（昭和63年）まで宮城県名取郡に存在した町。
現在は、仙台市太白区の西部を構成し、太白区役所秋保総合支所によって管轄されている。

## 地理
町域の大部分が山林であり、名取川の流域となっている。秋保大滝や磊々峡、秋保温泉や二口温泉といった観光資源が多く存在している。
- 山岳 - 神室岳（1,356m）、大倉山 (433m)、太白山 (321m)
- 河川 - 名取川、笊川

### 隣接していた自治体
- 宮城県
  - 仙台市
  - 柴田郡：川崎町
- 山形県
  - 山形市
  - 東根市

## 歴史
- 1889年（明治22年）4月1日 - 町村制施行に伴い、名取郡新川村、馬場村、長袋村、境野村及び湯元村の区域をもって、秋保村が発足する。
- 1955年（昭和30年）4月1日 - 大字新川の区域が、宮城郡宮城村に編入された。
- 1967年（昭和42年）4月1日 - 町制施行により、秋保町となる。
- 1968年（昭和43年）1月1日 - 町章を制定[4]。
- 1988年（昭和63年）3月1日 - 仙台市に編入する。旧町役場は、仙台市の秋保総合支所（現在は太白区秋保総合支所）となった。

## 人口
国勢調査人口の推移（単位：人）を以下に示す。
新川が1955年に分離された影響を示すため、1950年は新川を含む人口と含まない人口の各々を示し、その前後のグラフを不連続で示す。

## 行政

### 紋章
- 片仮名の「ア」を図案化したものを1968年1月1日に制定[8][4]。

## 地域

### 教育

#### 小学校
- 秋保町立秋保小学校
- 秋保町立馬場小学校
- 秋保町立湯元小学校

#### 中学校
- 秋保町立秋保中学校

#### 高等学校
- 宮城県農業高等学校秋保分校

#### 養護学校
- 宮城県立拓桃養護学校

### 医療
- 宮城県拓桃医療療育センター

## 交通

### 鉄道
- 秋保電気鉄道秋保線（1961年廃止）

磊々峡 - 秋保温泉
- 仙山線

秋保町内に駅は設けられていない。

### バス
- 宮城交通
- 仙台市営バス

### 道路

#### 一般国道
- 国道457号

## 名所・旧跡・観光スポット

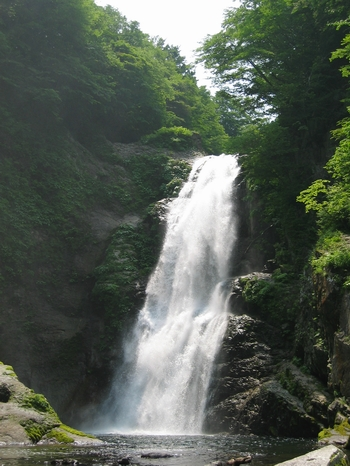
秋保大滝

- 秋保大滝
- 秋保温泉
- 二口温泉
- 磊々峡

## 出身者
- 郡和子 - 仙台市長